# Айдере
Айдере е река в Турция и Югоизточна България, област Бургас – община Малко Търново, десен приток на река Велека. Дължината ѝ е 26 km.
Река Айдере се образува на 42°00′18″ с. ш. 27°26′44″ и. д. / 42.005° с. ш. 27.445556° и. д. от сливането на реките Голямо Айдере (лява съставяща) и Малко Айдере (дясна съставяща), като за начало се приема река Голямо Айдере. Тя води началото си от турска територия от Граничния рид на Странджа, от 658 m н.в., на около 2 km западно от българския ГКПП Малко Търново. На турска територия реката протича около 4 km и на 41°59′25″ с. ш. 27°25′04″ и. д. / 41.990278° с. ш. 27.417778° и. д. навлиза в българска територия. По цялото си протежение тече в дълбока и залесена долина като меандрира. До моста на шосето Бургас – Малко Търново протича в северна посока, а след него – в североизточна. Влива се отдясно в река Велека на 95 m н.в., на 2 km след устието на Младежка река.
Площта на водосборния басейн на реката е 94 km², което представлява 9,4% от водосборния басейн на Велека.
Река Айдере е типична средиземноморска река с максимален отток през февруари и минимален през август.
На левия, висок бряг на реката, на около 300 m от нея се намира единственото селище по течението ѝ – село Стоилово.
Водите на Айдере са едни от най-чистите в България, но не се използват нито за водоснабдяване, нито за напояване.
По течението на реката са разположени два природни резервата – в горното течение „Витаново", а в долното – „Средока".

## Топографска карта
- Лист от карта K-35-67. Мащаб: 1 : 100 000.
- Лист от карта K-35-68. Мащаб: 1 : 100 000.
- Лист от карта K-35-79. Мащаб: 1 : 100 000.